# 빗장 (프라고나르)
〈빗장〉(프랑스어: Le Verrou)은 장오노레 프라고나르가 1777년에 그린, 연애를 묘사한 회화이다. 이 그림은 화가의 가장 유명한 그림 중 하나이다. 일반적인 해석은 이 장면이 침실에 묶인 두 연인과 문을 잠그는 남자의 묘사를 암시했다는 것이다. 이 그림은 루브르 박물관에 보관되어 있으며, 쉴리 측벽 2층 18세기 프랑스 회화 전시관에서 볼 수 있다.